# François Le Vau
Pour les articles homonymes, voir Le Vau.
Louis François Le Vau est un architecte français du XVIIe siècle (né à Paris en 1613 et mort le 4 juillet 1676 à Paris), architecte ordinaire des bâtiments du roi et membre de l'Académie royale d'architecture.

## Biographie
Il est le fils de Louis Le Vau (1580-1661), architecte inspecteur des bâtiments royaux et le frère de Louis Le Vau, premier architecte du roi Louis XIV et premier architecte du Château de Versailles. 
Resté dans l'ombre de son frère dans l'histoire, il est à l'origine d'un grand nombre de résidences et d'hôtels particuliers à Paris et dans les environs. Il a réalisé les plans de l'église Saint-Louis-en-l'Île. Il participe sur cette même île à l'achèvement du lotissement, avec son frère, en construisant plusieurs hôtels dont il est lui-même résident. Il travaille aussi à la réalisation de bâtiments royaux et se voit nommé inspecteur d'ouvrages d'arts notamment dans la généralité de Tours et d'Orléans en 1669. 
En 1671, à la création de l'Académie royale d'architecture, il fait partie des huit premiers membres de cette académie.

## Principales réalisations
- 1651 : aile gauche de l'hôtel de Sully à Paris.

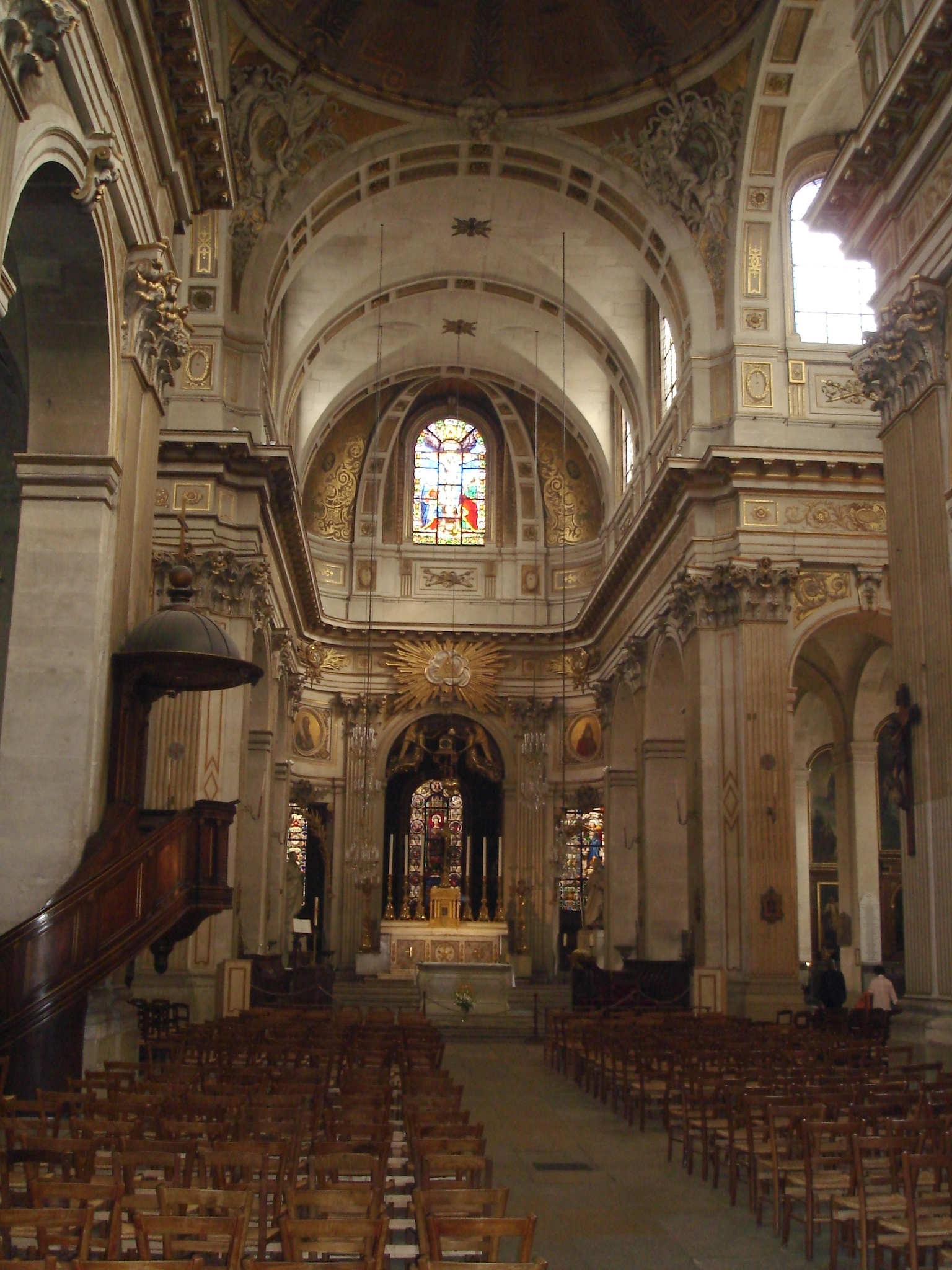
Intérieur de l'église Saint-Louis-en-l'Île.

- 1652 : transformation et agrandissement l'hôtel de Ribault au 14, place des Vosges à Paris à la demande de son nouveau propriétaire l'abbé Louis Barbier de La Rivière.
- 1654 : château de Lignières (Cher) pour Jérôme de Nouveau, grand maître des Postes[2].
- 1653-1657 : façades des deux ailes du château de Saint-Fargeau (Yonne) (détruit par un incendie en 1752 et reconstruit).
- 1655 : hôtel du 15, rue Saint-Louis-en-l'Île pour en faire sa résidence.
- 1656 : église Saint-Louis-en-l'Île, sur l'Île Saint-Louis à Paris.
- 1658 : château de Bercy pour la famille de Malon sur l'actuelle commune de Charenton-le-Pont (détruit en partie en 1861)[3].
- 1660 : maison du Centaure, construite pour lui-même au 45, quai de Bourbon dans le 4e arrondissement de Paris. Il construit au même moment les hôtels du 49 et 51 du même quai de Bourbon.
- 1660 : château de Sucy-en-Brie (actuellement dans le Val-de-Marne) pour le financier Nicolas Lambert[4].
- 1671 : magasin aux vivres de l'Arsenal de Rochefort (Charente-Maritime)[5].